# 柴田衛守
柴田 衛守（しばた えもり、1849年12月5日（嘉永2年10月21日）- 1925年（大正14年）9月10日）は、幕末から大正期の剣客。鞍馬流剣術第15代宗家、警視庁撃剣世話掛、大日本武徳会剣道範士。鞍馬流中興の祖といわれる。警視庁には47年間勤務し剣道主席師範を務めた。明治21年6月時点の階級は警部補。

## 経歴

### 生い立ち
三河以来の直参旗本柴田家の長男として、江戸の四ツ谷仲殿町に生まれる。幕府槍術指南役である父政雄から本心鏡知流槍術を学ぶ。8歳で鞍馬流剣術第14代・金子助三郎に入門、その息子熊一郎の指南も受ける。18歳で鞍馬流免許皆伝。その後、元講武所剣術教授方・間宮鉄次郎に忠也派一刀流剣術を学び、後に免許を与えられる。柔術、捕縄術も修めた。

### 明治維新後
1873年（明治6年）6月、2代目斎藤弥九郎（神道無念流）主催の官許撃剣揮槍会に出場。
1877年（明治10年）、西南戦争に陸軍看護長として従軍。
1879年（明治12年）、埼玉県から上京してきた高野佐三郎に山岡鉄舟の道場を紹介する。
1879年（明治12年）12月、警視庁四谷警察署撃剣世話掛に就任。四谷箪笥町に道場を開き、勝海舟に「習成館」と命名される。その後習成館は四谷区内を数度移転する。
1882年（明治15年）11月25-26日、第1回向ヶ岡弥生社撃剣大会で、巡査除川喜十郎（旧和歌山藩士、田宮流）、巡査間宮永吉と対戦。
1883年（明治16年）11月4日、第2回向ヶ岡弥生社撃剣大会、槍術の部、剣術の部に出場。槍術の部では宮内省奥政明と、剣術の部では埼玉県巡査幡生輝馬（旧川越藩士、北辰一刀流）と対戦。
1884年（明治17年）11月8日、第3回向ヶ岡弥生社撃剣大会で、千葉県警部金田武司に勝利。
1886年（明治19年）頃、警視流木太刀形に鞍馬流の形「変化」が採用される。
1894年（明治27年）7月7日付の読売新聞に衛守を讃える記事が掲載される。この頃、日本と清国の緊張が高まったことにより入門者が増える。
1904年（明治37年）8月31日、門人橘周太（陸軍少佐）が日露戦争で戦死。
1908年（明治41年）11月4日、長男心一郎（日本橋警察署武術教師、習成館の跡継ぎ）が病死。次男勧が急遽早稲田大学を中退して習成館を後継し、その後警視庁に出仕。
1911年（明治44年）、大日本帝国剣道形制定の委員を務める。
1915年（大正4年）8月、大日本武徳会から範士号を授与される。
1918年（大正7年）、習成館を西信濃町に移転。
1924年（大正13年）4月26日、孫鐵雄が誕生。
1925年（大正14年）9月10日、死去。享年76。